# Chole
Cet article concerne un district éthiopien. Pour l'île tanzanienne, voir Chole (île). Pour le curry, voir Chole (curry).
Chole est un woreda du centre-est de l'Éthiopie situé dans la zone Arsi de la région Oromia. Il a 89 291 habitants et porte le nom de son centre administratif.

## Géographie
Le woreda Chole est entouré par Guna, Gololcha, Amigna et Sude dans le nord-est de la zone Arsi.
La ligne de partage des eaux entre l'Awash et le Chébéli passe par le woreda. Son point culminant y est le mont Gugu à 3 623 m d'altitude.
Chole, le centre administratif du woreda, se situe vers 2 700 m d'altitude à l'ouest du mont Gugu. Il se trouve à environ 80 km de Dera sur la route en direction de Chancho, route  qui se prolonge vers Micheta dans le woreda Daro Lebu de la zone Mirab Hararghe.

## Démographie
Au recensement national de 2007, le woreda compte 89 291 habitants dont 8 % de citadins. Près de la moitié des habitants (49 %) sont musulmans, 47 % sont orthodoxes et 2 % sont protestants.
Le centre administratif est, avec 6 747 habitants en 2007, la seule localité urbaine recensée dans le woreda.
En 2022, la population du woreda est estimée à 129 391 personnes avec une densité de population de 221 personnes par km2 et 585 km2 de superficie.